# Mecitözü

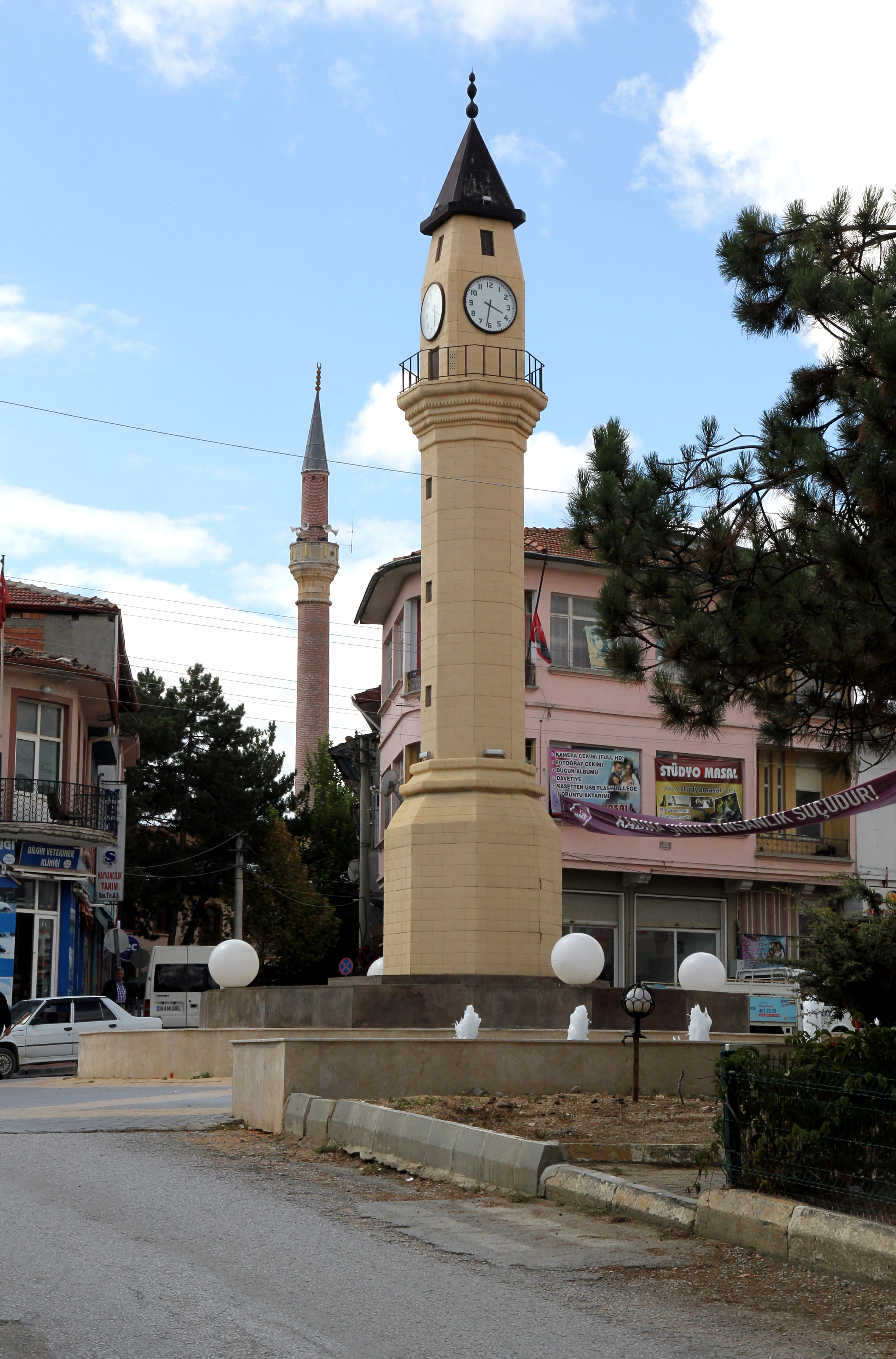
Uhrturm in Mecitözü

Mecitözü ist eine Stadt und ein Landkreis der türkischen Provinz Çorum. Die Stadt liegt etwa 30 Kilometer östlich der Provinzhauptstadt Çorum. Die Stadt Mecitözü liegt am Fluss Efennik Çayı, einem Nebenfluss des Çorum Çayı, der wiederum in den Çekerek Çayı mündet. Im Norden liegt der Bergzug Çakır Dağı, im Süden der Kırklar Dağı. Die Stadt beherbergt mehr als ein Viertel der Landkreisbevölkerung (2020: 28,9 %).
Der Landkreis liegt im Osten der Provinz. Er grenzt im Osten und Norden an die Provinz Amasya, im Süden an den Kreis Ortaköy und im Westen an den zentralen Landkreis. Mit seiner niedrigen Bevölkerungsdichte von 18 Einwohnern je Quadratkilometer erreicht der Kreis nicht einmal die Hälfte des Provinzdurchschnitts (43 Einwohner je km²). Der Kreis besteht neben der Kreisstadt noch aus 54 Dörfern (Köy) mit durchschnittlich 192 Bewohnern. Hisarkavak ist mit 638 Einwohnern das größte Dorf.